# Котляров, Михаил Юрьевич
Михаил Юрьевич Котляров (19 июня 1963 года, Азов, Ростовская область, Россия) — российский певец (лирический тенор), исполнитель классической и популярной музыки. Популяризатор оперной музыки.

## Биография
С раннего детства Михаил увлекался музыкой и вокалом. Обучаясь в средней школе, в младших классах, Михаил уже солировал в хоре местного педагогического училища. В это время он поступил в музыкальную школу на отделение ударных инструментов. Проявив там свои способности и разносторонний талант, он стал музыкантом духового оркестра. С ним участвовал в городских мероприятиях, праздниках. Но не только пение было основным увлечением юноши. Вдохновленный кумиром тех времен — легендарным хоккеистом Валерием Харламовым — Михаил все свободное от музыки время отдавал спорту. Хоккей сильно увлек его в свое время.
«Новое время» — рок-группа, которую создал Михаил в середине 70-х годов. Пятнадцатилетний подросток был покорен творчеством западных звезд: легендарными Deep Purple, Whitesnake, Black Sabbath, и это не могло не повлиять на выбор музыкальной направленности его любительского ансамбля. Ребята играли хард — рок и вскоре, в 1978 году, получили первое признание — победу на Всесоюзном VI конкурсе артистов эстрады в Ленинграде. Чуть позже Михаилу предложили войти в состав известного народного музыкального коллектива — ВИА «Ровесник». Вместе с ним он принимал участие в открытии Парусной регаты Московских Олимпийских игр 1980 года. Она прошла в Эстонии, в Таллине.
В этом же году музыкант подал документы в лучшие ВУЗы Москвы. Творческие испытания ГИТИСа, ВГИКа и Театрального института им. Бориса Щукина были успешно пройдены. Но он остановил свой выбор на ГИТИСе.
В 1985 году Михаил стал лауреатом XII Всемирного фестиваля молодежи и студентов, на который съехались десятки тысяч людей из 157 стран мира. А в 1987-м — лауреатом телевизионного конкурса песни «Когда поют солдаты».
Армейская служба Михаила Котлярова проходила в дважды Краснознамённом Ансамбле песни и пляски Советской Армии под руководством С. А. Александрова и в ансамбле песни и пляски войск ПВО. По её окончании Котляров работал в детском музыкальном театре под управлением Наталии Ильиничны Сац — известного советского режиссёра оперных и театральных постановок. В это же время Михаил встретил свою будущую жену — француженку с русским именем Наталья. Вскоре она познакомила своего молодого мужа со знаменитым парижским кутюрье Пьером Карденом. Это предопределило многие события в дальнейшей жизни музыканта.
В 1990-х годах супруги переехали во Францию. Михаил стал аспирантом Парижской Высшей национальной консерватории. В этот период его наставником и учителем была Галина Павловна Вишневская.
Пьер Карден был тронут творчеством Михаила и многое сделал для того, чтобы русский талант узнали как можно больше ценителей оперной музыки. Прекрасным поводом для этого послужил благотворительный концерт, который инициировал продолжатель царской династии Романовых — князь В. К. Романов. Общество состоятельных людей — поклонников оперного пения было приглашено в родовое поместье принцев Конде, в резиденцию Шантийи. Там состоялся первый блистательный выход тенора из России.
В 91-м году музыканта пригласили совместно с Королевским оркестром Лондона записать Вторую симфонию Дмитрия Шостаковича. Чуть позже Карден организовал встречу музыканта со знаменитым коллегой — Ив Сен-Лораном и руководителем театра оперы в Париже («Опера Бастилии») Пьером Берже. Они предложили Михаилу спеть партию Германа из оперы Петра Чайковского «Пиковая дама». Тогда 29-летнему русскому таланту покорилась одна из главных мировых сцен.
Приглашения поступали одно за другим. Большая женевская театральная сцена, Варшавский «Капитоль», Парижская «Опера Бастилия» и одна из лучших концертных площадок французской столицы — сцена «Елисейские Поля», Государственная опера в Вене, «Ла Скала» в Милане, Московская консерватория им. Чайковского и Московская академическая филармония, концертные площадки кинофестивалей в Каннах и в Вене… Михаил Юрьевич до сих пор является почетным гостем многочисленных оперных фестивалей и концертов, которые проходят на сценах многих стран мира.
В 2005 году с Государственным академическим русским хором имени А. В. Свешникова и Большим Симфоническим оркестром Михаил Котляров записал известные арии Дж. Россини. После совершил оперный тур по Казахстану, организованный главой этой страны — Нурсултаном Назарбаевым. И следом дал незабываемое выступление в итальянской Флоренции.
В 2008-м году организаторы Всероссийской Национальной премии «Олимп» сочли за честь пригласить Михаила выступить на церемонии открытия мероприятия. В этом же году вышел его первый музыкальный сольный альбом «Destiny» («Судьба»), разошедшийся большим тиражом среди любителей оперного вокала.
Следующим важным этапом в творчестве музыканта стал совместный проект с американским музыкантом, продюсером Уолтером Афанасьефф. В списке его «звездных» клиентов были У. Хьюстон, С. Дион, М. Джексон, М. Кэри и многие другие популярные исполнители. Котляров и Афанасьефф после нескольких месяцев сотрудничества выпустили очередную пластинку «IN ONE BREATH» («В одно дыхание»). Она имела грандиозный успех. Продвижением и продажей этого альбома в США Михаилу помогал Ренди Джексон — американский басист, вокалист, арт-менеджер и создатель топового телешоу American Idol, обладатель премии Emmy Award.
Два года назад, в октябре 2015-го, был выпущен ещё один альбом музыканта «Mikhail Kotlaroff — Unity of Variety». Его композиции были представлены в необычном направлении «Classical crossover» — это органичный микс музыки разных стилей и оперного голоса. Над альбомом трудились лучшие хитмейкеры Европы, для записи была выбрана берлинская студия звукозаписи. Сегодня пластинки успешно продаются в топовых медиаплеерах и интернет-магазинах.
Альбом «Mikhail Kotlaroff — Unity of Variety» продается в iTunes, Spotify, Amazon, Google Play, eMusic, Simfy, Deezer, Rhapsody, MixRadio, MUVE Music и других известных онлайн-магазинах цифрового контента.

## Образование
- Российский Университет Театрального Искусства (ГИТИС)[3], специальность — артист музыкального театра (оперы, оперетты, музыкальной комедии, мюзикла)
- Аспирантура Парижской Высшей национальной консерватории музыки и танца

## Награды
- Один из самых молодых одаренных вокалистов Мира, по версии журнала Paris Match, 1993 год[3]
- Лауреат всемирного фестиваля Бельканто
- Кавалер Орденов Фонда Мира за Служение Искусству II и I степени

## Выступления
Выступал в оперных спектаклях, фестивалях и концертах в России, Франции, Германии, США, Канаде, Венгрии Австрии, Великобритании, Швейцарии, Монако и других странах, в том числе:
- Ансамбль песни и пляски Советской Армии им. А. В. Александрова
- Государственный Академический детский музыкальный театр им. Н. И. Сац[3]
- Оперный театр Бастилия (L’Opera Bastille (Paris)), партия Германа в опере Чайковского «Пиковая Дама», партия Пинкертона в опере Пучинни «Мадам Баттерфляй»
- Театр Капитоль в г. Тулуза, концерт оперных арий
- Гранд Театр Женева (Grand Teatre de Geneve) партия Неморино в опере Доницетти «Любовный напиток»
- Театр Елисейских Полей (Theatre Des Champs Elysees)
- Партия Каварадосси в опере «Тоска», Театр Ла Скала (Teatro ala Scala) Милан
- Сольный концерт в Колонном Зале Дома Союзов с оркестром русских народных инструментов под руководством Н.Некрасова
- Выступление во французской святыне — Кафедральный собор в г. Реймс, выступление с хором
- Большой зал Московской государственной консерватории, сольный концерт с оркестром и хором, дирижёр В.Понькин
- Большой зал Московской филармонии им. Чайковского, сольный концерт с оркестром, дирижёр С.Скрипка
- Фестиваль бельканто в Антибах, партия Оромбелло в опере Беллини «Беатриче де Тендо»
- Открытие Каннского кинофестиваля
- Показ Ив Сен-Лорана
- Фестиваль «Бельведер», г. Вена
- Концерты-вечера с агентством Элит и театра Пьера Кардена в Париже
- Сольный концерт в Шварценберг Палас, г. Вена
- Концерты на Канарских и Багамских островах и в Таиланде
- Концерт в Монако по персональному приглашению князя Альбера II и княгини Шарлин

## Дискография
- 1991: Арии из опер БЗК Мелодия
- 1991: 2-я симфония Шостаковича Лондонский королевский филармонический оркестр дирижёр В. Ашкенази
- 1991: Популярные песни (Кёльн)
- 1992: Концерт из Колонного зала с оркестром Русских Народных Инструментов под рукой Н.Некрасова (Capitol fr.)
- 1993: 13 оперных арий с симфоническим оркестром дирижёр В. Понькин (Мелодия)
- 2000: My destiny (Бельгия')
- 2002: Помяни и помоги
- 2007: In one breathe.
- 2011: Unity of variety (LA, USA)
- 2015: Независимый лейбл